# 东北山黧豆
东北山黧豆（学名：Lathyrus vaniotii）为豆科山黧豆属下的一个种。